# Spilosoma lewisi
Spilosoma lewisi là một loài bướm đêm thuộc phân họ Arctiinae, họ Erebidae.